# محرم عاشری
محرم عاشری (فارسی: محرم عاشری؛ زادهٔ ۲۹ آوریل ۱۹۵۹) یک بازیکن فوتبال اهل ایران است.